# Apostolove
Apostolove (en ukrainien : Апостолове) ou Apostolovo (en russe : Апостолово) est une ville de l'oblast de Dnipropetrovsk, en Ukraine. Sa population s'élevait à 14 432 habitants en 2013.

## Géographie
Apostolove, qui a sa gare se trouve à 130 km — 177 km par le chemin de fer et 190 km par la route — au sud-est de Dnipro.

## Histoire
Apostolove a été fondée en 1793.
À l'instar d'autres localités de la région, Apostolove fut sérieusement affectée par la famine de 1932-1933. Pour survivre, de nombreux villageois durent fuir en Asie centrale ou dans le Caucase. Pendant la Seconde Guerre mondiale, Apostolove fut occupé par les troupes allemandes le 17 août 1941. En tout, 129 civils furent tués pendant l'occupation et 229 personnes, surtout des jeunes gens, garçons et filles, furent emmenées en Allemagne. En raison de sa position géographique, la libération de la ville était prioritaire pour le commandement soviétique. L'opération dite Apostolovo-Nikopol commença le 31 janvier 1944 et le 4 mars suivant à huit heures du matin l'Armée rouge libérait la localité.
Apostolove a le statut de ville depuis 1956.

## Population
Recensements (*) ou estimations de la population :

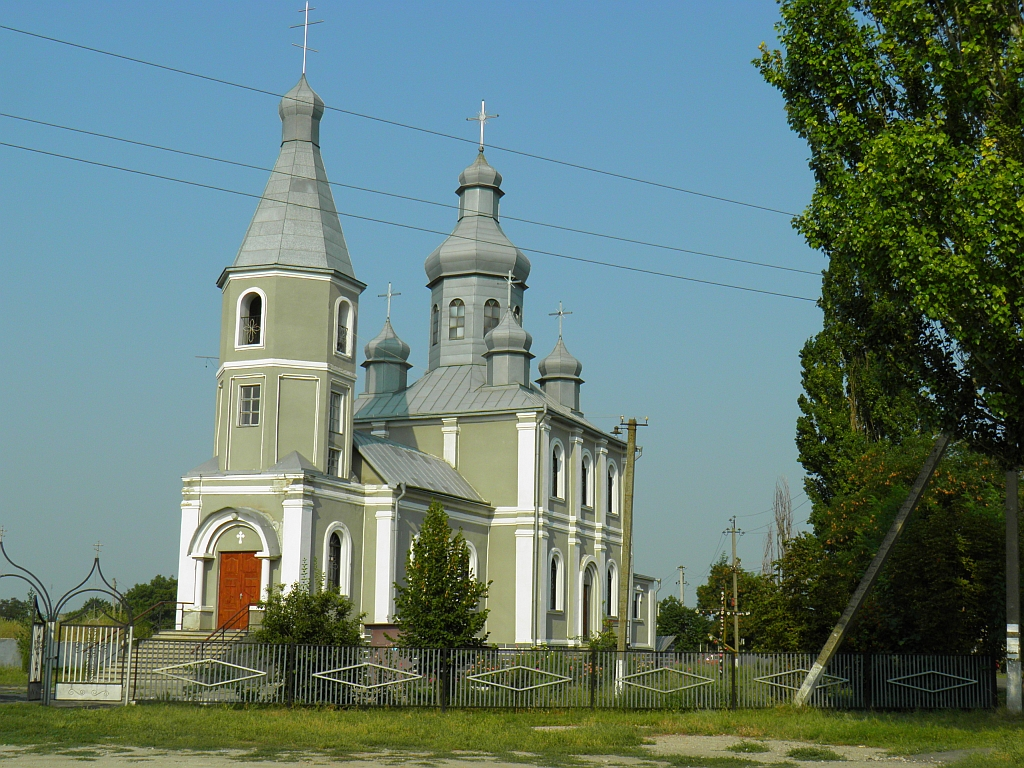
Eglise de l'Intercession, classée,
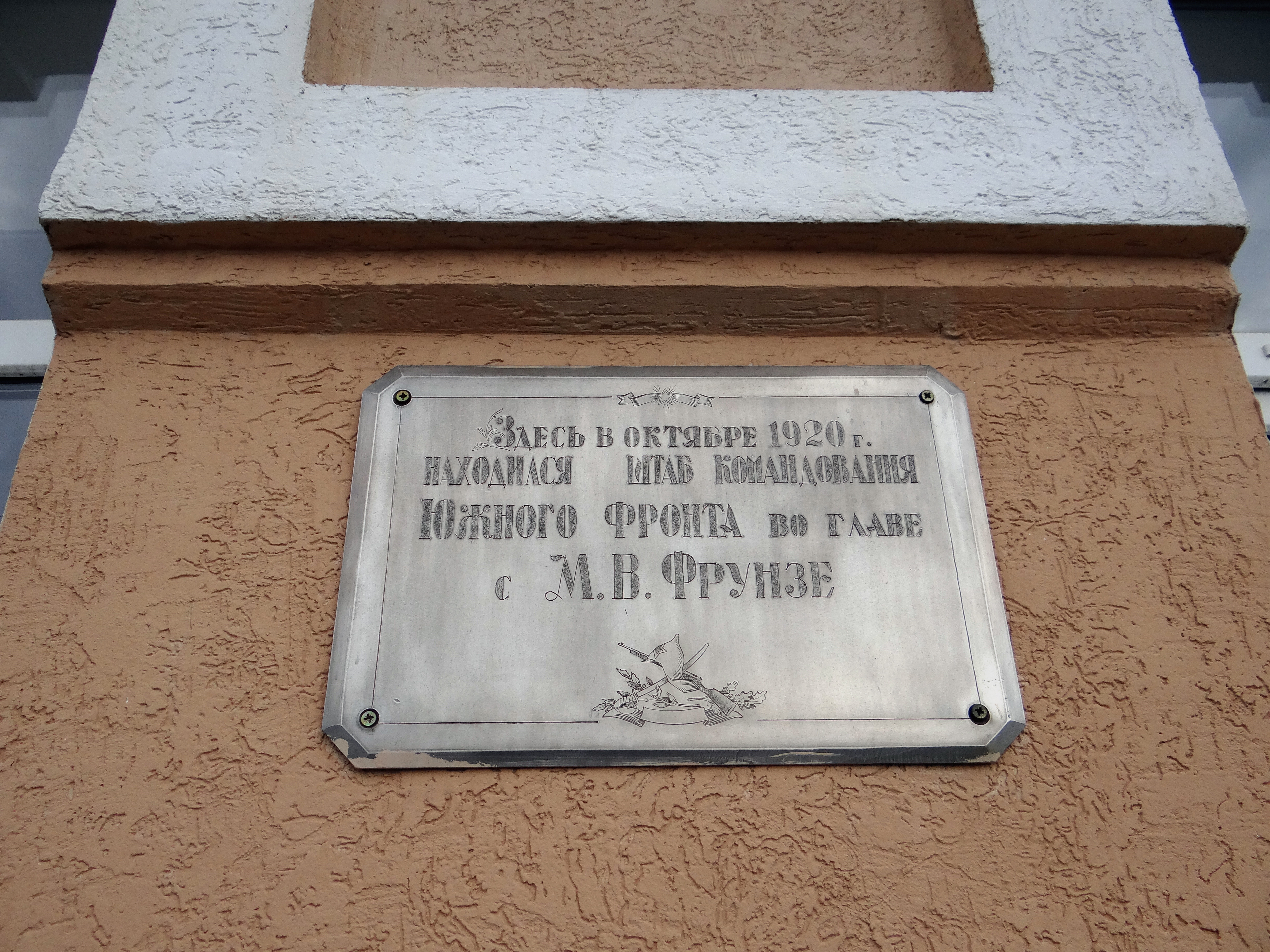
Plaque commémorant Mikhaïl Frounze, classée.

| 1897* | 1912  | 1939* | 1959*  | 1970*  | 1979*  |
| ----- | ----- | ----- | ------ | ------ | ------ |
| 4 419 | 6 929 | 9 997 | 12 397 | 17 351 | 17 319 |

| 1989*  | 2001*  | 2010   | 2011   | 2012   | 2013   |
| ------ | ------ | ------ | ------ | ------ | ------ |
| 18 093 | 16 439 | 14 584 | 14 513 | 14 480 | 14 432 |

- Eglise de l'Intercession, classée[2],
- Plaque commémorant Mikhaïl Frounze, classée[3].